# Felix Mottl

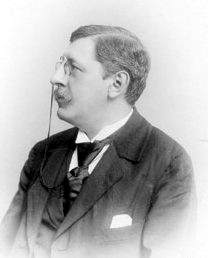
Felix Mottl um 1900

Felix Josef Mottl (* 24. August 1856 in Unter Sankt Veit bei Wien; † 2. Juli 1911 in München) war ein österreichischer Dirigent und Komponist.

## Leben
Mottl wurde als Sohn eines Kammerdieners geboren und studierte am Wiener Konservatorium bei Anton Bruckner und Otto Dessoff. Er wurde als begabter Dirigent der Opern Richard Wagners bekannt und 1876 auf Vermittlung von Hans Richter als Assistent zu den Bayreuther Festspielen eingeladen, wo er die Uraufführung des Ring des Nibelungen mit vorbereitete. Im Jahre 1878 erhielt er eine Kapellmeisterstelle an der Komischen Oper in Wien, wo er am 27. September 1878 die Saison mit Beethovens Festspiel Die Weihe des Hauses eröffnete. Schon bald zeigte er sich jedoch wenig überzeugt vom vergleichsweise geringen musikalischen Niveau des Hauses.
Von 1880 bis 1903 war er schließlich Hofkapellmeister der Großherzoglich Badischen Hofkapelle Karlsruhe. Seit 1886 dirigierte er regelmäßig in Bayreuth, so die Erstaufführung von Tristan und Isolde sowie die weiteren fünf Aufführungen dieser Oper in Bayreuth bis 1906. In elf Festspielperioden zwischen 1886 und 1906 leitete er insgesamt 69 Aufführungen; außerdem war er Lehrer des Wagnersohns Siegfried Wagner.
Von 1898 bis 1900 leitete er die englischen Aufführungen der Opern Wagners im Londoner Royal Opera House Covent Garden. Im Jahr 1903 bereitete er an der Metropolitan Opera in New York die US-amerikanische Erstaufführung des Parsifal vor, trat von der Leitung aber im letzten Augenblick zurück. In der Spielzeit 1903/04 leitete er an der Metropolitan Opera 62 Aufführungen und Konzerte. Ebenfalls 1903 ging er an die Hofoper nach München, zunächst als 1. Kapellmeister, und ab 1907 bis zu seinem Tod als Generalmusikdirektor. Zudem war er von 1904 bis 1911 Direktor der Königlichen Akademie der Tonkunst in München. Mottl komponierte auch selbst einige Opern sowie zahlreiche Lieder und Instrumentalwerke. 1907 nahm er einige Klavierrollen für Welte-Mignon auf, darunter seine eigenen Transkriptionen für Klavier aus Wagners Oper Tristan und Isolde. Daneben erteilte Mottl auch Unterricht. Zu seinen Schülern zählten u. a. der Tenor Ernest van Dyck und der spätere Komponist Wilhelm Petersen.
Im Einklang mit Cosima Wagner setzte sich Felix Mottl dafür ein, bei den Bayreuther Festspielen jüdische Sänger und Musiker nach Möglichkeit von der aktiven Mitwirkung auszuschließen. So schrieb er einen Brief an die Gräfin Christiane Thun-Salm „wenn es nicht sein muss, wollen wir doch die Juden aussen lassen“.
In den gleichen Briefen schrieb er auch über den jüdischen Hofoperndirektor Gustav Mahler „Er ist, von allen Leuten, mir als sehr begabt bezeichnet worden, aber leider ein Jude“. Auch äußerte er „Ach bringen sie den Mahler um! Mit Gift, mit einem schnell wirkenden, höchst schmerzvollen Gift.“ Zudem kritisierte er Hugo von Hofmannsthals Elektra als „die hässliche Verjüdelung des antikes Stoffes“.
Mottl erlitt mitten in seiner 100. Aufführung von Tristan und Isolde am 21. Juni 1911 einen Zusammenbruch, wie auch Joseph Keilberth 1968. Er starb am 2. Juli 1911, nachdem er sich noch am 26. Juni mit der Sängerin Zdenka Faßbender im Krankenhaus verheiratet hatte.
Aus seiner ersten Ehe mit der Kammersängerin Henriette Standhartner (1866–1933) entstammte der 1894 geborene und 1962 in Schrobenhausen-Sandizell verstorbene Sohn Wolfgang Mottl, der als Pionier der Kartoffelzucht in ganz Europa bekannt und berühmt wurde. Dessen Sohn Wolfgang Mottl jun. wanderte 1952 nach Kanada aus, während sein jüngster Sohn Felix Mottl als Oberstaatsanwalt beim Bayerischen Obersten Landesgericht ebenso bekannt war wie als langjähriger Präsident der Deutschen Verkehrswacht.
Nach seinem Tod 1911 wurde in Wien-Döbling (19. Bezirk) die Felix-Mottl-Straße nach ihm benannt. In München-Schwabing wurde 1914 die Mottlstraße nach ihm benannt. Allerdings wird dort wegen seines Antisemitismus über eine Umbenennung diskutiert.
Der Münchner Bildhauer Fritz Behn schuf Mottls Grabdenkmal auf dem Waldfriedhof.

## Ehrungen (Auswahl)
Mottl erhielt unter anderem folgende Ehrungen:
- 31. Juli 1891: Ernennung zum Officier d’Académie der Académie des Beaux-Arts in Paris
- 25. Januar 1896: großherzoglich sächsische Medaille
- 1905: königlich bayerischer Verdienstorden vom Heiligen Michael III. Klasse[6]
- 1910: königlich bayerischer Geheimer Hofrat
- 10. März 1911: königlich bayerische Prinzregent-Luitpold-Medaille mit der Krone in Silber

## Werke
Bühnenwerke
- Agnes Bernauer (frei nach Friedrich Hebbel), Bühnenspiel in drei Akten (1880 Weimar)
- Pan im Busch (Otto Julius Bierbaum), Tanzspiel in einem Akt, UA 1900, Karlsruhe[7][8]
- Fürst und Sänger (Josef Viktor Widmann), Oper in einem Akt
- Der Tod des Narzissus (Alfred Walter Heymel), dramatisches Gedicht in einem Akt mit Musik aus Gluckschen Motiven (1898)
- Eberstein (Gustav zu Pulitz), Festoper (1881 Karlsruhe)
- Rama, Bühnenspiel (1894; Manuskript)

Sonstige Werke
- Streichquartett fis-Moll (1904)
- Lieder
- österreichische Tänze für Klavier vierhändig